# Beminde Ongelovigen
Beminde ongelovigen is een boekje van Anne Provoost uit 2008, waarin deze Vlaamse schrijfster met behulp van de "religiometer" zich beweegt tussen atheïsme en theïsme

## Inhoud
In haar boek schept Provoost met de religiometer een indeling, op een schaal van 1 tot 10, binnen de brede opvattingen, waarin de mens zich beweegt tussen atheïsme en theïsme. Een van haar ijkpunten, uitgangspunten en onderbouwingen hiervoor, begint voor haar in de 19e eeuw bij Darwin. Ze onderbouwt haar zienswijze, in de manier waarop de mens bewust of onbewust, keuzes wil of kan maken en zich geconfronteerd ziet in afwegingen tussen emotie versus ratio, dogma versus paradigma.

## Uitgangspunt
Historisch gezien is Intelligent Ontwerp een progressieve reflex. Meteen nadat Darwins theses verspreid raakten, werd zijn leer door de christenen in het hele Westen verworpen. Het principe van natuurlijke selectie ervoeren de negentiende-eeuwse gelovigen als grillig en wreed, het leek niet op het model van harmonie dat ze van de god uit hun boeken verwachtten. Intelligent Ontwerp bood een uitweg voor de modernisten die wel graag de theorieën van Darwin wilden aannemen. Zij maakten van God een sturende kracht, een hogere intelligentie die – helemaal in de lijn van het harmoniemodel – goed wist waar hij naartoe wilde, ook al was dat voor de mens niet zo duidelijk. Intelligent Ontwerp was in zijn vroegste vorm dus een reactie van theologisch liberalisme. Voor de conservatieven was de ruimdenkendheid van Intelligent Ontwerp ketterij.
Gelovigheid lijkt niet iets wat te meten is. Toch hoort de maker van de religiometer voortdurend dat er een onderscheid wordt gemaakt tussen gematigde vormen van religie en extreme. Provoost stelt zich de vraag hoe rekkelijk geloof van streng geloof kan worden onderscheiden, en wanneer gematigdheid verandert in fundamentalisme.
In een poging om (on)gelovigheid in kaart te brengen, verdeelt Anne Provoost het levensbeschouwelijke spectrum in schijven. Het vertrek vanuit de filosofische vraag naar de aard van het universum, en klassering van 1 tot 10. Op de graden 1 en 2 van de religiometer staan de niet-gelovigen. Zij zijn atheïstisch en adeïstisch. Graad 2 onderscheidt zich van graad 1 doordat een (niet-religieuze) spiritualiteit haar intrede doet. Daarna komen de agnosten. Ze worden gevolgd door de ietsisten. De vijfde graad is deïstisch. Deïsten geloven in een god, maar denken niet dat die god verder over enig vermogen of macht beschikt. Vanaf de zesde graad is iedereen theïstisch. In de tiende graad komt de religiositeit potentieel in conflict met de burger- en mensenrechten. De religiometer maakt duidelijk dat de gelovige in supermateriële kracht gelooft. Dat strikte onderscheid voorkomt dat er verwarring is met die andere betekenis van ‘geloven in’: vertrouwen geven, of je hoop stellen op iets, op de toekomst bijvoorbeeld. Verder zal duidelijk zijn dat niet alles wat religie wordt genoemd een hoge graad haalt op de schaal. Het boeddhisme, bijvoorbeeld, doet zich al voor vanaf graad 2. Velen bestempelen het boeddhisme dan ook niet als een godsdienst, maar als een levensfilosofie. Tot slot dan ook zijn de stromingen binnen de New age bewegingen lastiger onder te brengen binnen de religiometer, omdat die onder een andere noemer vallen dan de traditionele mono- en polytheïstische religies.

## Religiometer van Provoost

### Eerste graad– atheïstisch
Je staat in de wereld, maar je hebt op geen enkele manier het gevoel dat je deel uitmaakt van wat je ‘een groter geheel’ zou noemen.

### Tweede graad– adeïstisch
Je leeft met het gevoel dat je deel uitmaakt van een groter geheel, je voelt verbondenheid, maar je gelooft geen moment dat het grotere geheel afhangt van een kracht die buiten de wetten van de natuurkunde valt. Als in situaties van zogenaamde singulariteit de natuurwetten niet meer opgaan, is er voor jou nog altijd geen sprake van iets bovennatuurlijks, wel van andersoortige, aan relativiteit onderhevige natuurwetten.

### Derde graad– agnostisch
Je leeft met het gevoel dat je deel uitmaakt van een groter geheel, maar je stelt dat je niet kunt weten of de grootheid die je ervaart binnen of buiten de wetten van de natuurkunde valt.

### Vierde graad– ietsistisch
Je gelooft dat de grootheid die je ervaart wel degelijk iets is wat de wetten van de natuurkunde overstijgt, maar je noemt het bewust niet ‘god’ omdat dat begrip te beladen is. Je vindt geen enkel begrip goed genoeg, dus je opteert voor ‘iets’: ‘Er moet toch íéts zijn!’

### Vijfde graad– deïstisch
Je gelooft dat de grootheid die je ervaart een bovennatuurlijke kracht is. Je noemt die ‘God’. ‘God’ staat buiten de materie en kan alles zijn. Het is een aanwezigheid, meer is er niet van bekend.

### Zesde graad– theïstisch
Je gelooft in het bovennatuurlijke. De onstoffelijke kracht van graad 5 is verpersoonlijkt. ‘God’ bezit menselijke kenmerken. Hij kan liefde voelen, aandacht geven, teleurgesteld zijn, hoop koesteren. Hij is volstrekt onmachtig, maar hij weet wel alles van je want ‘de haren op je hoofd zijn geteld’.

### Zevende graad– suprakrachtig theïstisch
‘God’ is meer dan de aandachtige, verpersoonlijkte aanwezigheid van graad 6. Hij heeft ook plannen met je. Die plannen zijn niet altijd even doorgrondelijk.

### Achtste graad– planmatig theïstisch
‘God’ heeft niet alleen plannen met jou, hij heeft ook plannen met de wereld en met de andere mensen, met alle andere mensen, of ze nu gelovig zijn of niet. Niets gebeurt zonder zijn betrokkenheid.

### Negende graad– ethisch theïstisch
‘God’ omschrijft zijn plannen en doelstellingen zo duidelijk dat er wetten en regels uit af te leiden zijn. De meeste wetten en regels betreffen de menselijke ethiek. Verder bepaalt hij je visie op het ontstaan van hemel en aarde, leven en dood, god en mens. Er zijn straffen voorzien voor wie zich niet aan de regels houdt, en beloningen voor wie dat wel doet, zoals er ook straffen zijn voor wie de visie op het universum die wordt voorgeschreven niet aanvaardt, en beloningen voor wie dat wel doet. Je weet niet hoe je later zult worden verloond, maar je gaat ervan uit dat ‘God je niet zal teleurstellen’.

### Tiende graad– strenggelovig, dogmatisch, fundamentalistisch theïstisch
Omdat ‘God’ zijn doelstellingen op aarde alleen door de mens kan bereiken, zet hij jou in om zijn wetten en regels te openbaren, toe te lichten (‘te spreken in tongen’), te implementeren, af te dwingen. In een doorgeschoten vorm kan dit betekenen dat hij jou als instrument inschakelt om op te treden wanneer iemand de door ‘God’ voorgeschreven visie en wetten niet aanvaardt.